# Перемышльско-Варшавская архиепархия
 Архиепархия Пшемысля — Варшавы  (лат. Archidioecesis Premisliensis–Varsaviensis ritus byzantini ucraini, пол. Archieparchia przemysko-warszawska obrządku bizantyjsko-ukraińskiego, укр. Перемисько-варшавська архієпархія Української греко-католицької церкви) — архиепархия Украинской грекокатолической церкви с кафедрой в городе Пшемысль, Польша. Кафедральным собором архиепархии является Собор Святого Иоанна Крестителя в городе Пшемысль. В Варшаве находится сокафедральный собор Успения Пресвятой Богородицы. Архиепархия входит в митрополию Пшемысля — Варшавы УГКЦ.

## Территория
Епархия Пшемысля — Варшавы распространяет свою юрисдикцию на территорию Польши, расположенную на правом берегу реки Вислы.

## История
Христианство в Перемышльскую Землю пришло из Великоморавской державы: великоморавский князь Святополк (870—894) занял Белую Хорватию (сегодняшняя Галиция) в 872—875 годах, — еще при жизни св. Мефодия. Ученики Кирилла и Мефодия распространили христианство на Перемышльской Земле еще в IX веке — это было христианство восточного обряда.
Епископство восточного обряда появилось в Перемышле в том же IX веке, И таким образом Перемышльская епархия считается старейшей украинской епархией.
По данным Географического словаря Царства Польского и других славянских стран, изданного в Варшаве в 1880—1914 годах (том 1 разрешено цензурой царской России 28 ноября 1879 года), на тот момент в городе Бирча находился бирчанский деканат греко-католической церкви, принадлежавший к Перемышльской епархии. Деканат объединял 19 приходов (среди них в селах Берёзка, Липа, Павлокома, Яворник-Русский) с общим количеством 22 428 верующих, среди которых приход именно Бирчи с филиалами составлял 2067 человек.
31 мая 1996 года Папа Римский Иоанн Павел II учредил архиепархию Пшемысля — Варшавы, на месте ранее существовавшей епархии Перемышля-Варшавы.
6 февраля 2023 года Перемышльско-Варшавская архиепархия, как и вся Перемышльско-Варшавская митрополия, учитывая предыдущее решение УГКЦ на Украине и высказывания мнения Делегатов общего Епархиального Собора в Поршевице в июне 2022 года, было принято решение перейти на новоюлианский календарь с 1 сентября 2023 года.

## Деканаты
- Венгожевский (Венгожево) — 10 приходов
- Краковско-криницкий (Краков) — 14 приходов
- Ольштынский (Ольштын) — 9 приходов
- Пшемысльский (Пшемысль) — 14 приходов
- Санокский (Санок) — 14 приходов
- Эльблонгский (Эльблонг) — 12 приходов

## Архиепископы
- архиепископ-митрополит Ян Мартыняк (31 мая 1996 — 7 ноября 2015, в отставке)[6];
- архиепископ-митрополит Евгениуш Мирослав Попович (7 ноября 2015 — по настоящее время).